# ITV1
ITV1（以前は2013年から2022年までITVというブランド名だった）は、イギリスのメディア会社ITV plcが所有・運営する無料放送テレビチャンネル。STVがサービスを提供しているスコットランドの中央及び北部地域を除いて、イギリス全土にチャンネル3の公共放送サービスを提供している。
ITVは一貫した全国チャンネル（地域のニュースやその他の地域の番組専用の枠を備えている）として、古いITVネットワーク（地域のスケジュールとブランディングが大きく異なる個別所有の地域企業の連合）から発展した。1990年代、各地域のスケジュールの違いは、所有権の統合と、地域番組のボリュームとスケジュールの標準化によって、徐々に縮小した。
2002年に、イングランドの全てのITV地域が全国継続を採用した際に、外観に大きな変化が生じた。地域のロゴは消え、地域名は地域番組の前にのみ言及された。これにより事実上、イギリスのITV1は、番組を共有する独立した地方放送局のグループではなく、BBC Oneのように、地方のオプトアウトのための枠を備えた全国チャンネルのように見えた。
この統合は、グラナダplcがカールトン・コミュニケーションズを買収してITV plcを形成した2004年に強化された。その時までに、両社はイングランドとウェールズの全てのチャンネル3地域企業を買収した。ITV plcは後に、チャンネル諸島のチャンネル・テレビジョンと北アイルランドのUTVを買収した。
今日のITVは、イギリスで最大かつ最も人気のある商用テレビチャンネルである。ITVとその前身である地域チャンネルは、1950年代以来、イギリスで最も視聴されているテレビチャンネルの地位をめぐってBBC Oneと争ってきた。ただし、他の地上波チャンネルと同様に、イギリスでマルチチャンネルテレビが利用可能になった結果、ITVの視聴者シェアは低下した。

## 概要
ITV1は12のテレビ局の共通ブランドとして行っている。ただしウェールズに限ってITV1ウェールズとして運営されている。

## 主な番組
- エマーデイル
- コロネーション・ストリート
- フー・ウォンツ・トゥ・ビー・ア・ミリオネア
- ダンシング・オン・アイス
- ブリテンズ・ゴット・タレント
- Xファクター
- オールスター・ファミリー・フォーチュンズ

## Logos

1989-1998
1998-2001
2001-2002
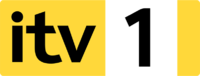
2006-2010
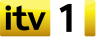
2010-2013

## ブランディング

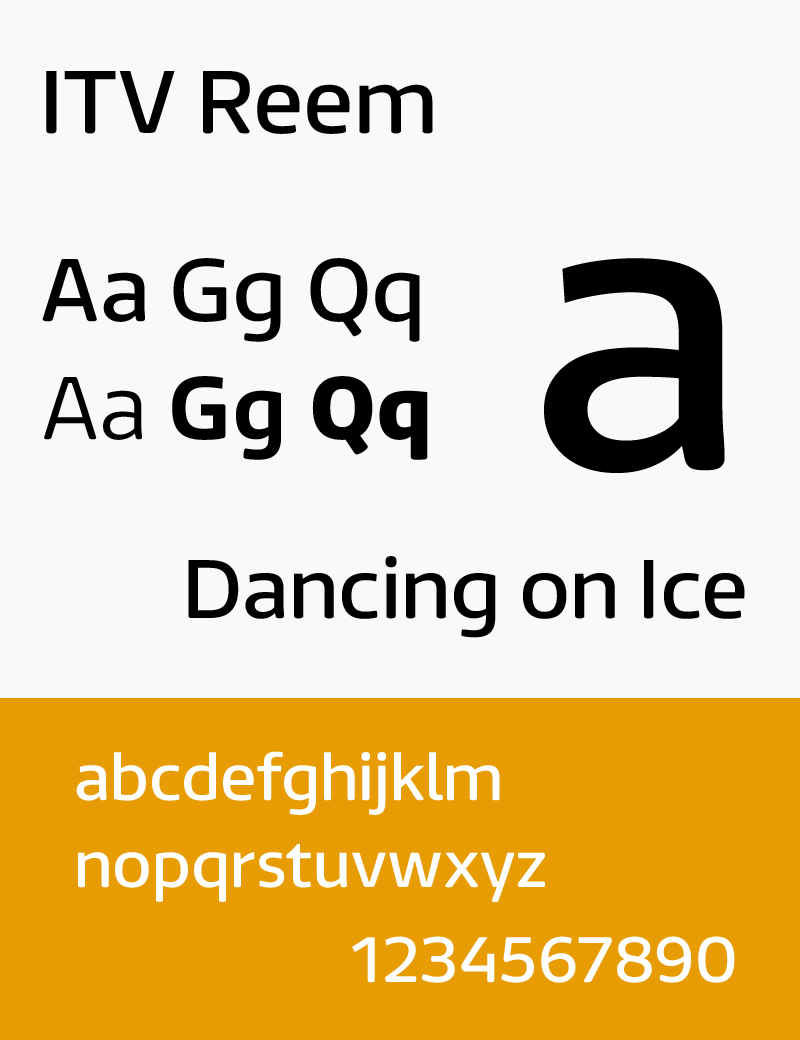
2013年から使用されている書体「ITV Reem」

### 独立テレビジョン（1955年 - 1989年）
1989年まで一貫してブランド名として宣伝されていなかったが、その名前は一般的に使用されていた。ITVに短縮された独立テレビジョン（Independent Television）は、商業テレビフランチャイズを保有する企業の総称だった。
この名前は、最初の規制当局である独立テレビジョン協会（Independent Television Authority、ITA）を指していた。フランチャイジーが単なる商業放送局ではなく、公共サービスでもあるという事実を強調するために、フランチャイジーにこの名前を使用することに熱心だった。初期の頃、このネットワークは「ITAネットワーク（ITA network）」と呼ばれることもあり、企業は「ITAコントラクターズ（ITA contractors）」または「ITAステーションズ（ITA stations）」と呼ばれていた。
一部の企業は、ITVにも言及していたが、主に独自の名前を使用してオンエアで識別されていた。また、ITV名の特定の用途もあり、例えば、ITVスクールズ、ITVスポーツ、チルドレンズITVはプログラミングストランドに使用された。

### 「TV from the Heart」（1999年 - 2001年）

1998年10月5日から2001年8月10日まで使用されたITVのロゴ

1999年には、1年前に導入された新しい国別ロゴを使用して、一貫したネットワークブランディング杖の2回目の試みが行われた。
「TV from the Heart（ハートからのテレビ）」をテーマに一連のアイデンティティが作成された。1989年の試みと同様に、フランチャイズ所有者毎にバージョンが作成され、効果的にデュアルブランディングにつながった。
この外観は、15のITV放送局のうち9局のみが採用したものであり、そのうちの2局は後に、デュアルブランディングを維持する他のデザインに頼った。
カールトンが所有する地域には独自のデュアルブランドIDがあったが、スコットランドの2つの地域とUTVはITVブランドを使用していなかった。

### ITV1（2001年 - 2013年）

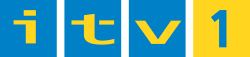
2004年11月1日から2006年1月15日まで使用されたブロックに分割されたITV1のロゴ

2001年までに、イングランドとウェールズの11のフランチャイズ全てがグラナダplcまたはカールトン・コミュニケーションズのいずれかによって所有され、同年8月11日に新しい通称「ITV1」が開始された。これは、メインチャンネルがITV2を含む一連のチャンネルの一部であることを示すのに役立った。既存の「ハート」IDは単純に再編集された。
画面上のプレゼンテーションに対する最大の変更は、2002年10月28日に行われた。ウェールズのサービスが「ITV1 Wales」にブランド変更されている間、地域継続とIDは英語の地域では削除された。
この時点で、全ての英語の地域継続アナウンサーは、全国継続アナウンサーの1つのチームに置き換えられた。最初は6人だったが、後にその数は僅か4人に減った。5
In November 20051月、主にITVのマルチチャンネルプレゼンス全体でのクロスチャンネルプロモーションを改善するために設計された、新しいオンエアの外観を採用した。新しいロゴは、ITV1、ITV2、ITV3をITV4のものと一致させ、新しいアイデンティティが同年11月1日に画面上で最初に使用された際に、イギリスの様々な看板広告で見られた。このオーバーホールにより、フルタイムのITV1アイデンティティを支持して廃止された以前のITV Dayブランドも終了した。

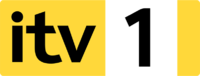
2006年1月16日から2010年4月8日まで使用されたITV1のロゴ（「itv」の文字は2006年11月12日までは白だった）

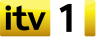
2010年4月9日から2013年1月13日まで使用されたITV1のロゴ

2006年11月13日に、同年1月にデビューした以前のセットに取って代わり、テーマは「Alive with colour（色とともに生きる）」だった。最初のセットは、「ビーチ」、「バイク」、「湖」、「市場」で構成されており、「バスケットボール」と「ペイブメントアート」は、同年後半に追加された。これらは、レッド・ビー・メディアによって首謀された古いIDとは異なり、ITVのためにブリンク・プロダクションズによって作成された。ロゴは本質的に同じままで、「itv」の文字だけが以前の白の状態から黒に反転され、黄色に対してより目立つようになった。
2007年9月3日に、「泡」、「噴水」、「庭園」、「建物」を特徴とする4つのIDがセットに追加され、2009年9月19日現在、全てがブレークバンパーに「The brighter side（明るい面）」を持っている。2010年4月9日、ITV1 HDで見られるように更新された ITV1のロゴを特徴とする、「提灯」、「向日葵」、「蛇と梯子」、「ドッジェム」の4つのIDがセットに追加された。
2009年9月、ITV plcは、ITV1の1時間シフトバージョンであるITV1 +1が同年10月に毎日10:25から7:00まで開始されると発表した。7:00から10:25までのGMTVがカバーする時間は、本来はリレーに含まれない。同チャンネルは2011年1月11日に開設された。
2010年4月9日、ITV1のロゴが3Dになった。同ロゴは、1週間前のITV1 HDの開設に続いて、4つの新しいIDと共に開始された。

#### ITV Day
2005年に、ITV plcは「ITV Day」と呼ばれる新しいチャンネルブランドを導入した。これは、9:25から18:00までITV1を識別するために使用された。ITV DayはITV1とは別のエンティティとして扱われ、赤、オレンジ、黄色の色を使用した独自のプレゼンテーションセットが特徴で、典型的な「昼間」の活動のシーンが特徴だった。プロモーションはITV1と同様の形式で使用され、ITV1の時間内に宣伝される全ての日中番組はITV Dayのロゴでブランド化された。同様の「UTV Day」ブランディングが北アイルランドで採用された。同ブランディングは、2006年1月に ITVのコーポレートリブランドが行われた際に廃止された。Which was in November 2005.

### 2013年のリブランディング
2013年1月14日、ITVは、手書きにインスパイアされた新しい企業ロゴや、旗艦チャンネルの名前を「ITV1」から「ITV」に戻すなど、大規模なブランド変更を発表した。その配色は、内部的に「カラーピッキング」と呼ばれる慣行で周囲を補完するためにオンエアで異なる。2016年の買収に続いて、UTVもこれらのIDにブランド変更し、新しいUTVロゴを使用した微調整バージョンを使用した。

### 2019年のリブランディング
2019年1月1日に、ITVはオンエアプレゼンテーションを更新した。
ロゴと予告編は別の配色を使用するように変更されたが、主な変更点はIDだった。ITV Createsとして知られるプロジェクトでは、新しい一連のIDが毎週使用された。それらは、イギリスのビジュアルアーティストから委託されたITVロゴの解釈を中心に構築された。最初にフィーチャーされたアーティストはラヴィ・ディープレスだった。
2020年以降、これは続いているが、新しい委員会と以前の委員会が混在している。
UTVは、2020年にITVの継続とトレイルを採用するまで、2013年のアイデンティティを継続した。ただし、UTVロゴに対応するために微調整されたバージョンのトレイルでの新しいオンエアプレゼンテーションを使用した。

### 2022年のリブランディング
2022年10月、同年11月のITVXの開始に先立って、「ITV」が「ITV1」に戻ることが発表された。また、ITVネットワーク（ITVニュースとCITVを除く）が再ブランド化され、ITV Reemフォントが廃止されることも発表された。